# Teplička, Spišská Nová Ves
Teplička este o comună slovacă, aflată în districtul Spišská Nová Ves din regiunea Košice, pe malul râului Hornád. Localitatea se află la altitudinea de 540 m deasupra n.m., se întinde pe o suprafață de 7,74 km2 și în 2017 număra 1.152 de locuitori.

## Istoric
Localitatea Teplička este atestată documentar din 1328.

## Demografie
| An:                | 1994 | 2004   | 2014   | 2024   |
| ------------------ | ---- | ------ | ------ | ------ |
| Număr de persoane: | 1050 | 1116   | 1155   | 1123   |
| Diferență:         |      | +6,28% | +3,49% | −2,77% |

| An:                | 2023 | 2024   |
| ------------------ | ---- | ------ |
| Număr de persoane: | 1139 | 1123   |
| Diferență:         |      | −1,40% |